# Polens nationalförsamling
Polens nationalförsamling (polska: Zgromadzenie Narodowe) är landets parlamentet och innehar den lagstiftande makten. Nationalförsamlingen består av två kammare (bikameralism): sejmen och senaten.
Nationalförsamlingen (båda kamrarna) sammanträder sällan, undantaget när Polens president svärs in eller när nya grundlagar ska antas. Nationalförsamlingen är den instans som kan väcka åtal mot presidenten eller förklara honom eller henne oförmögen att utföra sina uppgifter. Åren 1922-1935 och 1989-1990 utnämnde nationalförsamlingen presidenten, idag väljs denna i direkta val. Talmannen i Sejmen är nationalförsamlingens ordförande samt presidentens ställföreträdare.